# Tweede Kamerverkiezingen 2002/Kandidatenlijst/CDA
De kandidatenlijst voor de Tweede Kamerverkiezingen 2002 van het CDA was als volgt:

## De lijst
- vet: verkozen
- schuin: voorkeurdrempel overschreden

1. Jan Peter Balkenende - 2.276.175 stemmen
2. Maria van der Hoeven - 86.334
3. Pieter van Geel - 34.261
4. Clémence Ross-van Dorp - 10.527
5. Joop Atsma - 22.506
6. Gerda Verburg - 9.017
7. Joop Wijn - 4.659
8. Kathleen Ferrier - 9.268
9. Theo Rietkerk - 6.710
10. Siem Buijs - 3.099
11. Maxime Verhagen - 1.984
12. Camiel Eurlings - 72.521
13. Nancy Dankers[1] - 3.076
14. Agnes van Ardenne-van der Hoeven - 4.130
15. Coskun Çörüz - 7.553
16. Cees van der Knaap - 1.354
17. Niny van Oerle-van der Horst - 1.097
18. Aart Mosterd - 2.241
19. Annie Schreijer-Pierik - 13.652
20. Bas Jan van Bochove - 1.008
21. Theo Meijer - 13.295
22. Sybrand van Haersma Buma - 912
23. Henk de Haan - 355
24. Wim van de Camp - 3.038
25. Nicolien van Vroonhoven-Kok - 1.046
26. Jan ten Hoopen - 775
27. Mirjam Sterk - 1.699
28. Cisca Joldersma - 1.661
29. Marleen de Pater-van der Meer - 1.094
30. Jan Mastwijk - 3.524
31. Roland Kortenhorst - 10.444
32. Ger Koopmans - 10.487
33. Henk Jan Ormel - 6.598
34. Nirmala Rambocus - 2.457
35. Jos Hessels - 4.971
36. Liesbeth Spies - 871
37. Antoinette Vietsch - 451
38. Jan de Vries - 890
39. Bart van Winsen - 933
40. Rikus Jager - 1.032
41. Hubert Bruls - 676
42. Cecilia van Weel-Niesten[1] - 570
43. Ine Aasted-Madsen-van Stiphout - 2.592
44. Erik van Lith[1] - 1.490
45. Frans de Nerée tot Babberich[1] - 169
46. Rendert Algra[2] - 603
47. Myra van Loon-Koomen[2] - 222
48. Margreeth Smilde[2] - 478
49. Wim van Fessem[2] - 724

## Regionale kandidaten
De plaatsen vanaf 50 op de lijst waren per kieskring verschillend ingevuld.

### Groningen, Leeuwarden, Assen, Lelystad
1. Dick van Hemmen - 171
2. Jan Ploeg - 87
3. René Paas - 507
4. Harry Zomer - 164
5. Siem Jansen - 208
6. Anne Marie Knottnerus-van der Veen - 348
7. Arnold Michielsen - 192
8. Bien van Noord-Hasper - 277

### Zwolle
1. Eddy van Hijum - 203[3]
2. Nihat Eski[4] - 44[5]
3. Foka Haitsma - 21[6]
4. Martine Visser - 43[7]
5. Jos Geukers - 11[8]
6. Manita Koop - 87[9]
7. Arjan Klein Nibbelink - 162[10]

### Nijmegen, Arnhem
1. Jan Jacob van Dijk[2] - 82
2. Geeske Telgen-Swarts - 125
3. Jaap Jonk - 69
4. Teuny Kok-Schot - 108
5. Arthur Gieles - 57
6. Greeth Dekkers-Postma - 328
7. Ayhan Tonca - 420
8. Arend Jansen - 243

### Utrecht, Tilburg, 's-Hertogenbosch, Maastricht
1. Nihat Eski[4] - 224[5]
2. Foka Haitsma - 61[6]
3. Martine Visser - 90[7]
4. Jos Geukers - 376[8]
5. Manita Koop - 97[9]
6. Eddy van Hijum - 205[3]
7. Arjan Klein Nibbelink - 438[10]

### Amsterdam, Haarlem, Den Helder
1. Maarten Haverkamp[2] - 188
2. Vera Tuin-Bossong - 367
3. Joop Post - 113
4. Elly Cornelisse-Putter - 316
5. Ben Hakvoort - 289
6. Margo Dierick-van de Ven - 291
7. Robbert Jan Piet - 309
8. Arjan Klein Nibbelink - 420[10]

### 's-Gravenhage
1. Manita Koop - 15[9]
2. Pieter den Dulk - 69
3. Wilbert Stolte - 59
4. Peter Cuyvers - 12
5. Jozef Siwpersad - 259
6. Fatma Aktas - 226
7. Adri Hartman - 88

### Rotterdam
1. Manita Koop - 12[9]
2. Sjaak van der Tak - 167
3. Lucas Bolsius - 48
4. Alaattin Erdal - 553
5. Antonio Silva - 205
6. Yiu Cheung - 402
7. Els Hardjopawiro - 78

### Dordrecht
1. Manita Koop - 187[9]
2. Loes van Ruijven-van Leeuwen - 128
3. Cornelis Visser - 75
4. Gert-Jan Buitendijk - 235
5. Koos Verbeek - 175
6. Govert Veldhuijzen - 210
7. Bob Braber - 182

### Leiden
1. Manita Koop - 38[9]
2. Paula van den Burg-Boersma - 94
3. Dick van Vliet - 56
4. Jaap Schuijt - 179
5. Ton van Huut - 111
6. Chris Vink - 258
7. Marianne Wiegmann-de Wild - 225

### Middelburg
1. Leny Poppe-de Looff - 163
2. Ben Pauwels - 524
3. Koos Meulenberg-op ‘t Hof - 44
4. Charles Linssen - 71
5. Sien de Mol-Marcusse - 132
6. Wim van Tatenhove - 57
7. Marcel Ganzeman - 60
8. Rein Leentfaar - 133

PvdA · VVD · CDA · D66 · GroenLinks · SP · SGP · VSP · NMP · PvdT · VIP & Ouderenunie · ChristenUnie · Duurzaam Nederland · Leefbaar Nederland · LPF · Republikeinse Volkspartij
1977 · 1981 · 1982 · 1986 · 1989 · 1994 · 1998 · 2002 · 2003 · 2006 · 2010 · 2012 · 2017 · 2021 · 2023